# Curtiss-Wright XF-87 Blackhawk
El Curtiss-Wright XF-87 Blackhawk ("halcón negro"), anteriormente designado XP-87, fue un prototipo de caza interceptor de reacción todo tiempo estadounidense y último proyecto de la compañía Curtiss-Wright. Fue diseñado para reemplazar al interceptor y caza nocturno Northrop P-61 Black Widow, de la época de la Segunda Guerra Mundial y propulsado por hélices. Sin embargo, el XF-87 perdió la competición de contratación del Gobierno de Estados Unidos contra el Northrop F-89 Scorpion. La pérdida del contrato fue fatal para la compañía; Curtiss-Wright Corporation cerró su división aeronáutica, vendiendo todos sus activos a North American Aviation.

## Diseño y desarrollo
El avión comenzó su vida en la mesa de diseño como un proyecto de avión de caza y ataque, siendo designado XA-43. Cuando las Fuerzas Aéreas del Ejército de los Estados Unidos emitieron un requerimiento a las constructoras de aeronaves, para la competición y presentación de un modelo de avión de caza todo-tiempo que llevase motores de reacción en 1945, la Curtiss-Wright decidió cambiar el diseño y enfocarlo hacia esta solicitud.
El XP-87 era un avión grande de ala media, con cuatro motores en parejas en contenedores subalares, con un plano de cola de montaje medio y tren de aterrizaje triciclo. La tripulación formada por el (piloto y operador de radio) se sentaban lado a lado en una sola cabina. Según diseño, el armamento iba a ser de una torreta eléctrica de cuatro cañones de 20 mm (0,79 pulgadas) en el morro, pero nunca se montó en los prototipos.

## Historia operacional
El primer vuelo fue realizado el 1 de marzo de 1948. Aunque la velocidad máxima era más baja de lo esperado, el avión era aceptable y la recién formada (en septiembre de 1947) Fuerza Aérea de Estados Unidos solicitó 57 aviones de caza F-87A y 30 aviones de reconocimiento RF-87A justo un mes más tarde. Dado que los problemas de rendimiento se debían a la falta de potencia, los cuatro turborreactores Westinghouse XJ34-WE-7 de los prototipos iban a ser reemplazados por dos motores a reacción General Electric J47 en los modelos de producción. Uno de los dos prototipos del XF-87 iba a ser modificado como bancada de los nuevos motores. 
En ese momento, la USAF decidió que el Northrop F-89 Scorpion era un avión más prometedor. El contrato del XF-87 Blackhawk fue cancelado el 10 de octubre de 1948, y los dos prototipos fueron desguazados.

## Variantes

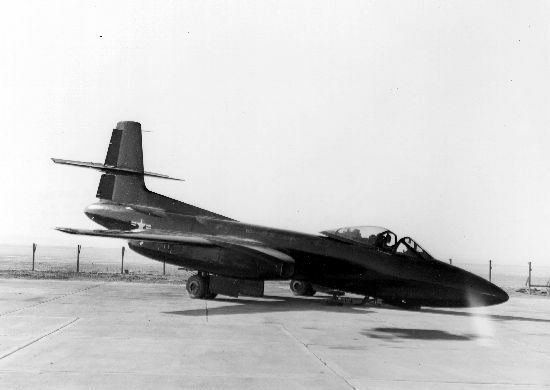
XP-87 tras el colapso de la rueda de morro.

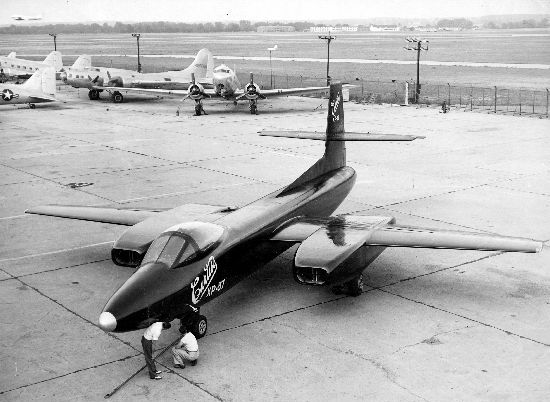
XP-87 en rampa con C-47 y B-17 en el fondo.

XA-43
Designación inicial del diseño, como avión de ataque.
XP-87
Prototipo de avión de caza, primer vuelo el 1 de marzo de 1948, dos construidos.
XF-87
Redesignación dada al XP-87.
F-87A
Versión de caza de producción (cancelada).
RF-87A
Variante de reconocimiento (cancelada).

## Operadores
Estados Unidos
- Fuerza Aérea de los Estados Unidos

## Especificaciones (XF-87)
Referencia datos: Curtiss Aircraft 1907–1947

### Características generales
- Tripulación: Dos (piloto y operador de radio)
- Longitud: 19,2 m (62,8 ft)
- Envergadura: 18,3 m (60 ft)
- Altura: 6,1 m (20 ft)
- Superficie alar: 55,7 m² (600 ft²)
- Peso vacío: 11 786 kg (25 976,3 lb)
- Peso máximo al despegue: 22 682 kg (49 991,1 lb)
- Planta motriz: 4× turborreactor Westinghouse XJ34-WE-7.
  - Empuje normal: 13 kN (1326 kgf; 2923 lbf) de empuje cada uno.

### Rendimiento
- Velocidad máxima operativa (Vno): 966 km/h (600 MPH; 522 kt)
- Alcance: 1610 km (869 nmi; 1000 mi)
- Techo de vuelo: 12 500 m (41 010 ft)
- Ascenso a 10 700 m: 13,8 min

### Armamento
- Cañones: 

  - 4x Hispano-Suiza HS.404 de 20 mm en el morro

## Aeronaves relacionadas

### Aeronaves similares
- Avro Canada CF-100 Canuck
- Lockheed F-94 Starfire
- Northrop F-89 Scorpion
- Yakovlev Yak-25

### Secuencias de designación
- Secuencia Numérica (interna de Curtiss-Wright): ← 89 - 90 - 91 - 92 - 93 - 94 - 95 -- 97 - 98 - 99 - 100
- Secuencia CW-_ (interna de Curtiss-Wright): ← CW-24 - CW-25 - CW-27 - CW-29 - CW-32 - CW-40
- Secuencia A-_ (Aviones de Ataque del USAAC/USAAF, 1924-1947): ← A-40 - A-41 - A-42 - A-43 - A-44 - A-45
- Secuencia F-_ (Cazas (Pursuit/Fighter) del USAAC/USAAF/USAF, 1924-1962): ← P-84/F-84/F/H - P-85/F-85 - P-86/F-86/D - P-87/F-87 - P-88/F-88 - P-89/F-89 - P-90/F-90 →